# 察喇觉罗氏
察喇觉罗氏（穆麟德轉寫：Cara Gioro）是满洲著姓觉罗氏的分支之一。

## 历史沿革
察喇觉罗氏主要世居长白山地方，其姓氏主要隶属于正白旗包衣。其中托钮任牧长，其子扎秦任三等侍卫、尼雅哈任牧长；孙和善、费扬古均任内副管领、鄂屯、雅布那任牧长；曾孙赫达色任郎中、卓克锡任牧长、乌尔善任笔帖式；元孙卓尔和任协领、岳福、佛保住任笔帖式；五世孙官福任委署主事。岱斌之子温堂任牧长。民国以后，多使用赵为汉姓。